# کانادا در المپیک تابستانی ۱۹۰۸

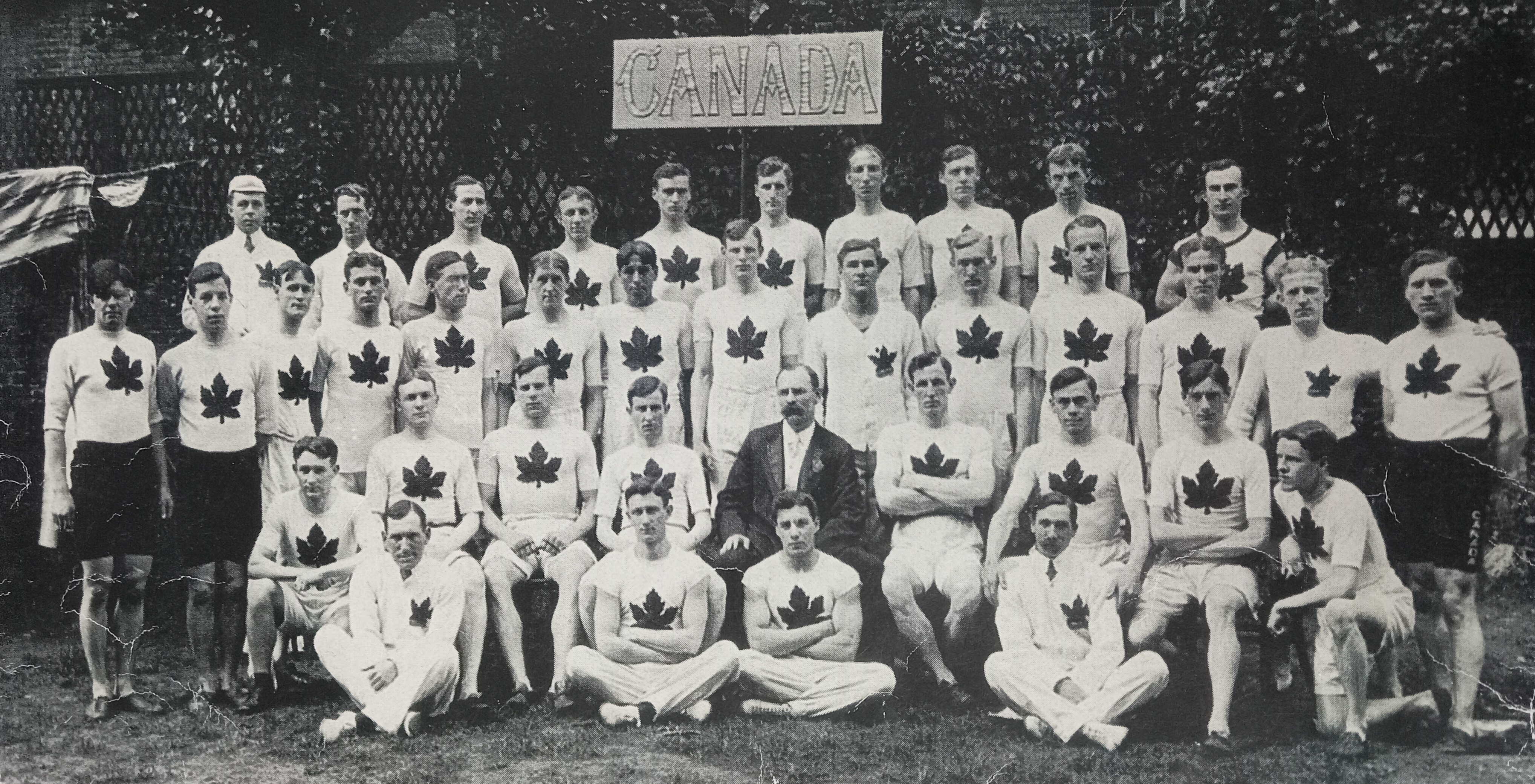
ورزشکاران کانادایی در المپیک تابستانی 1908ردیف عقب (از چپ به راست): نورتون اچ کرو (منشی تیم)، ویلیام تایت (مربی)، فردریک میدوز، ویلیام گلدزبورو، جورج گولدینگ، دونالد بودو، فرد نوزورثی، لوئیس سبرت، جیمز فیتزجرالد، اوبر کوته. ردیف وسط (از چپ به راست): فردریک مک کارتی، ویلیام اندرسون، دیوید بلند، ویلیام وود، گارفیلد مک دونالد، هری لاوسون، فردریک سیمپسون، جورج باربر، رابرت زیمرمن، ایروینگ پارکز، تد سوج، کالوین بریکر، هری یانگ، والتر اندروز. ردیف جلو (از چپ به راست): ادوارد کوتر، رابرت کر، فرانک لوکمن، جک کافری، جی هاوارد کروکر (مدیر تیم)، ادوارد آرچیبالد، ویلیام گالبریث، جان تایت، جورج لیستر. نشسته روی زمین (از چپ به راست): بیلی شرینگ (مربی)، ارویل الیوت، آلن کیث، پرسی نوبز. غایب: تام لانگبوات، ویلیام مورتون، آرتور برن، کان والش

کانادا در بازی‌های المپیک تابستانی ۱۹۰۸ که در شهر لندن برگزار شد، کاروان کانادا با ۸۷ ورزشکار در این رقابت‌ها شرکت کرد و موفق به کسب ۱۶ مدال (۳ طلا، ۳ نقره، ۱۰ برنز) شد. در جدول رتبه‌بندی توزیع مدال‌ها، کانادا در ردهٔ ۷ مسابقات قرار گرفت.